# إيشيكاوا كازوماسا
إيشيكاوا كازوماسا (باليابانية: 石川数正؛ بالكانا: いしかわ かずまさ) هو ساموراي ياباني، ولد في 1534، وتوفي في 1609.